# Tobe Levin

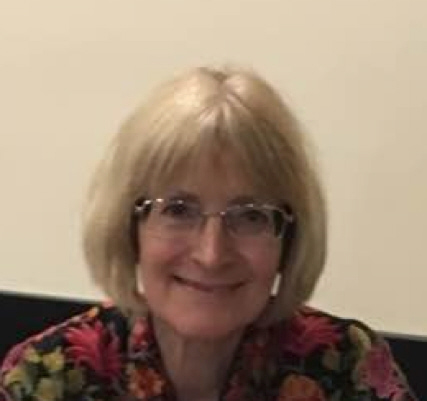
Tobe Levin (2017)

Tobe Levin Freifrau von Gleichen (* 16. Februar 1948 in Long Branch (New Jersey)) ist eine amerikanische Literaturwissenschaftlerin und Aktivistin gegen weibliche Genitalverstümmelung (engl. Female genital mutilation – FGM).

## Ausbildung und Werdegang
Levin wurde als Tochter von Morris William Levin und Janice Metz Levin in Long Branch, NJ, geboren.
1970 erwarb sie ihren Bachelor of Arts in Anglistik am Ithaca College (NY) mit „summa cum laude“. Drei Jahre später schloss sie an der New York University Paris und der Universität Paris III als Master of Arts im Fach Französisch ab. Ihre Master-Arbeit behandelte Frauenbilder bei Rousseau und Diderot und stellte ein frühes Beispiel für die feministische Literaturkritik dar.
1973 schrieb sie sich als Doktorandin an der Cornell University ein. Während eines Forschungsaufenthaltes in München erfuhr sie erstmals über Alice Schwarzers feministisches Magazin EMMA von der weiblichen Genitalverstümmelung und beteiligte sich an der deutschen Kampagne zur Bekämpfung der FGM.
1979 promovierte sie in vergleichender Literaturwissenschaft an der Cornell University mit einer Dissertation über Ideologie und Ästhetik in neo-feministischer deutscher fiktionaler Literatur: Verena Stefan, Elfriede Jelinek und Margot Schroeder. Hierbei war sie die erste Wissenschaftlerin, deren Doktorarbeit sich mit der Literaturnobelpreisträgerin von 2004 Elfriede Jelinek beschäftigte.

## Engagement gegen Genitalverstümmelung
Im Juni 1977 erschien in der EMMA ein Artikel mit dem Titel „Klitorisbeschneidung“. Nachdem säckeweise bestürzte Leserbriefe die Redaktion erreicht hatten, entschlossen sich die Herausgeber, in allen größeren westdeutschen Städten Aktionsgruppen zu organisieren. Alice Schwarzer, die Chefredakteurin, übertrug die nationale Koordination an Levins Gruppe in München. 1979 veröffentlichte Levin zusammen mit anderen Autorinnen den ersten Leitfaden für „Aktionsgruppen gegen Klitorisbeschneidung“.
Diese frühe Arbeit führte zu Kooperationen mit den führenden europäischen Persönlichkeiten, die sich im Kampf gegen FGM engagierten, vor allem Awa Thiam in Paris und Efua Dorkenoo OBE, die in Großbritannien die Organisation FORWARD gegründet hatte und die Entwicklung der „kleinen deutschen Schwester“ unterstützte.
1998 gründete Levin zusammen mit anderen FORWARD-Germany e. V., eine Non-Profit-Organisation, die sich den Kampf in Deutschland mit dem Ziel einer weltweiten Ächtung der FGM
zum Ziel machte. FORWARD ging bald Kooperationen mit gleichgesinnten Organisationen ein, die sich mit der zunehmenden Immigration aus Afrika nach Deutschland beschäftigen. Ein bedeutender Anteil dieser Immigration geschah in Folge des Staatszerfalls und dem nachfolgenden Bürgerkrieg in Somalia.
Heute arbeitet FORWARD eng mit staatlichen Stellen zusammen, z. B. mit kommunalen Frauenbeauftragten und mit für Einwanderung, Entwicklung und Gesundheit zuständigen Bundesbehörden. Weiter arbeitet FORWARD mit der größten NGO für afrikanische Frauen in Deutschland, MAISHA, und vielen anderen Vereinigungen in INTEGRA zusammen, einer Dachorganisation für deutsche NGOs gegen FGM.
2002 nahm Levin für FORWARD den Preis der Ingrid-zu-Solms-Stiftung für Menschenrechte und Völkerverständigung entgegen.
2005 erhielt sie den von der SPD verliehenen Olympe-de-Gouges-Preis für ihr Somalia-Mädchen-Projekt.

### Sonstige Aktivitäten
2014 wurde Levin Mitarbeiterin beim Women’s Institute for Freedom of the Press (WIFP). Das WIFP ist eine amerikanische gemeinnützige Presseorganisation, die die Kommunikation zwischen Frauen steigern und Frauen-Medien in der öffentlichen Diskussion etablieren möchte.
Tobe Levin ist CEO des in Frankfurt ansässigen Verlags UnCUT/VOICES Press, der als einziger Verlag der Welt ausschließlich Bücher über weibliche genitale Verstümmelung veröffentlicht.
Levin schrieb ein vielbeachtetes Buch über die amerikanische Autorin Alice Walker und deren Einsatz gegen FGM.
2015 erschien in Kooperation mit Maria Kiminta und der Fotografin Britta Radike eine Studie über FGM in Ostafrika, Kiminta. A Maasai's Fight against Female Genital Mutilation.
Levin sprach sich auch gegen die Zirkumzision bei Jungen aus.

## Berufsleben
1979 wurde Levin Fakultätsmitglied am University of Maryland College in Europe und unterrichtete Englisch und Frauenstudien bei U.S. Militärangehörigen. 1985 erhielt sie parallel einen Lehrauftrag an der Goethe-Universität Frankfurt, wo sie neben ihrem FGM-Schwerpunkt auch erstmals in Deutschland Kurse über afrojüdische Schriftstellerinnen abhielt.
2002 erhielt sie den Presidential Award des University of Maryland University College für herausragende Leistungen in der Lehre.
2004 ging sie erstmals zu einem Forschungsaufenthalt an das Institut für „Women’s Studies Research“ an das Mount Holyoke College.
Sie forschte an der Brandeis University (2006), der Cornell University (2010), und an den „International Women’s Studies“ an der Lady Margaret Hall der University of Oxford (2014).
Seit 2006 arbeitete sie auch am Harvard University’s W.E.B. Du Bois Institute für Afrikan-Amerikanische Forschung.
Levin ist Lehrbeauftragte am Hutchins Center for African and African American Research at Harvard University. Sie ist Gastprofessorin am International Gender Studies Centre, Lady Margaret Hall, University of Oxford. Als Anglistikprofessorin an der University of Maryland, University College ist sie inzwischen emeritiert.